# کاتولیکا ارالا
کاتولیکا ارالا (به ایتالیایی: Cattolica Eraclea) یک کومونه در ایتالیا است که در استان آگریجنتو واقع شده‌است.

## خصوصیات
کاتولیکا ارالا ۶۲٫۱ کیلومترمربع مساحت و ۳٬۹۷۵ نفر جمعیت دارد و ۲۲۰ متر بالاتر از سطح دریا واقع شده‌است.